# Петалудес

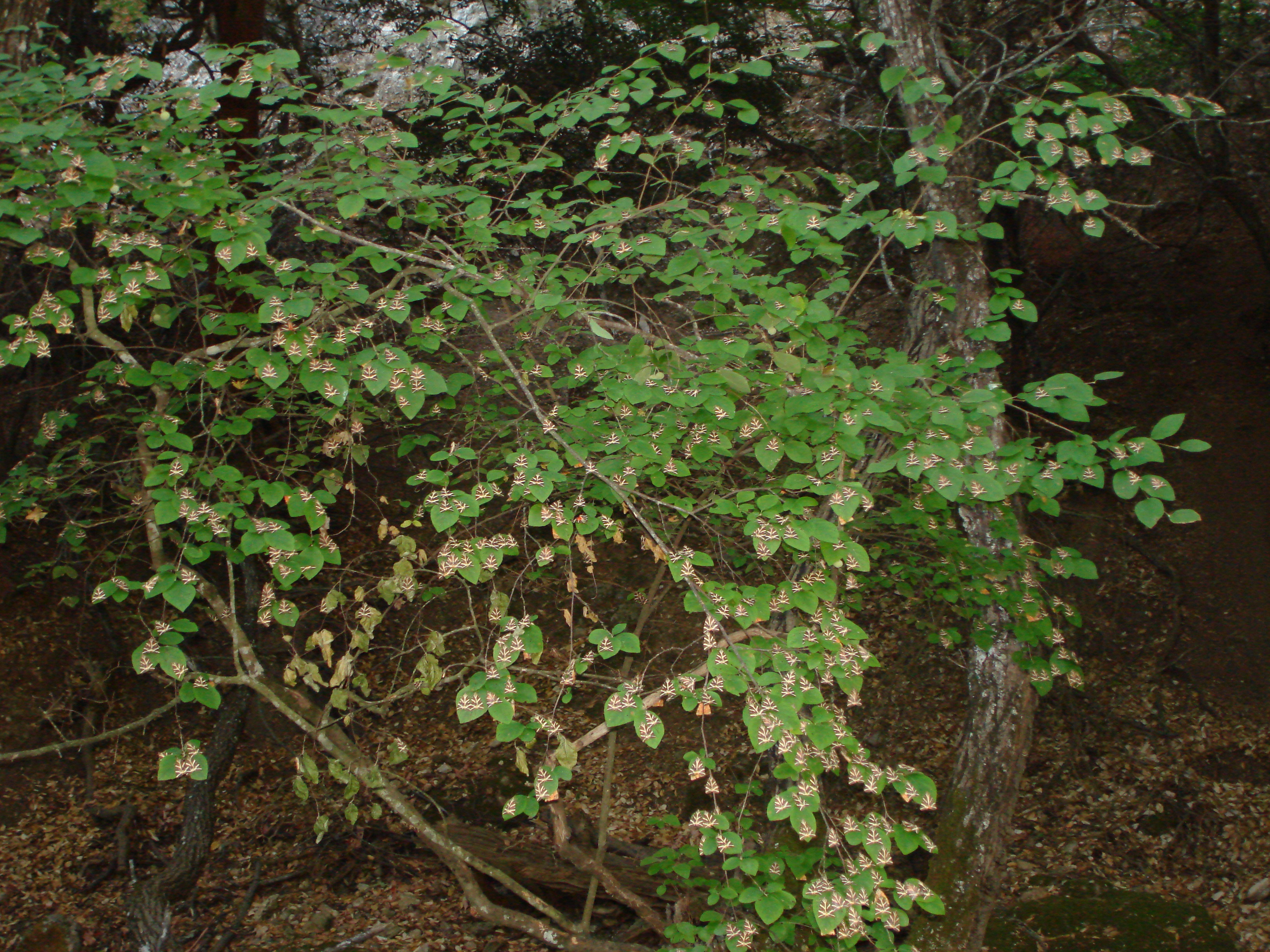
Долина бабочек

Петалу́дес (греч. Δήμος Πεταλούδων) — бывшая община на севере Родоса в номе Додеканес. Население — 14 962 жителя по переписи 2011 года, площадь 89,15 квадратного километра.
С 2011 года по программе «Калликратис» упразднена и присоединена к общине Родосу в периферийной единице Родосе в периферии Южных Эгейских островах.

## Административное деление

О. е. Петалудес на карте общины Родоса

Общинная единица Петалудес делится на 6 сообществ.
| Сообщество | Население (2011), человек | Площадь, км² |
| ---------- | ------------------------- | ------------ |
| Даматрия   | 641                       | 12,375       |
| Кремасти   | 5396                      | 11,950       |
| Марица     | 1808                      | 23,650       |
| Парадисион | 2667                      | 9,425        |
| Пастида    | 3641                      | 9,375        |
| Теологос   | 809                       | 22,375       |

## Достопримечательности
Долина Петалудес — Долина бабочек (Κοιλάδα των Πεταλούδων) — одна из самых известных достопримечательностей Родоса. Тысячи бабочек вида медведица четырёхточечная (Euplagia quadripunctaria) слетаются в долину с конца мая, после наступления сухого сезона, привлекаемые влагой и прохладой, а также запахом стираксов. Из-за наплыва туристов популяция бабочек оказалась под угрозой. Принадлежит к сети «Натура 2000».
В районе Парадисиона находится аэропорт «Диагорас».

## Население
| Год  | Население, человек |
| ---- | ------------------ |
| 1991 | 10 436             |
| 2001 | 11 842             |
| 2011 | ↗ 14 962           |